# MAC Cosmetics
MAC o M·A·C Cosmetics (con siglas Makeup Art Cosmetics) es una empresa de productos dedicada al maquillaje y cosméticos canadiense.

## Historia
Fue fundado en 1984 en Toronto, Canadá, por Frank Toscan, un maquillador y fotógrafo profesional, y Frank Angelo, un empresario. En un principio el maquillaje MAC solo tenía y era usado con propósitos profesionales. Debido a su gran calidad y originalidad comenzó a extenderse y a ganar fama, llegando al mercado convencional y creando stands, counters o mostradores en los grandes almacenes más prestigiosos, primero de Estados Unidos y Canadá y después a lo largo del mundo. En la actualidad continúa vendiéndose exclusivamente en grandes almacenes y en tiendas MAC, localizadas en algunas de las mayores ciudades del mundo. Además, hoy en día y desde hace varios años, el maquillaje MAC es notablemente el más usado por los maquilladores profesionales dentro de la industria cinematográfica de Hollywood, en la fotografía profesional y por un enorme número de artistas y famosos, tales como Britney Spears, Christina Aguilera o Marilyn Manson, que se han declarado adeptos de este maquillaje, entre muchos otros. Su demanda se ha extendido enormemente durante los últimos años en el mercado convencional y continúa creciendo en la actualidad.

## Productos
MAC distribuye una gran variedad de productos para el consumidor diario, como sombras, lápiz labial, brillo de labios, correctores, base de maquillaje, esmalte de uñas, fijador de maquillaje, máscara de pestañas. Entre todos estos productos de maquillaje MAC también vende perfumes, brochas de maquillaje y productos para el cuidado de la piel.
El 8 de junio de 2011, la compañía Warner Brothers anunció que la heroína de ficción de DC Comics, la Mujer Maravilla se uniría con Cosméticos MAC para crear la nueva colección de maquillaje de la Mujer Maravilla que estaría disponible en las tiendas de MAC en la primavera del 2011. La colección incluirá rubor, sombras, delineador, brillo de labios, lápiz labial, máscara de pestañas, esmalte de uñas y sellador de maquillaje.
En el 2011, MAC Cosmetics colaboró con Nicki Minaj para crear una línea de labiales llamados "Pink 4 Friday", los labiales se convirtieron en los labiales con mejores ventas lanzados por cualquier artista en la historia de MAC, el dinero se donó a una fundación contra el SIDA.
La mayoría de los productos MAC son libres de aceite. Algunos Productos de MAC contienen aceites naturales que funcionan como emolientes (por ejemplo: aceite de naranja o aceite de jojoba).
En septiembre de 2017, Nicki Minaj colaboró de nueva cuenta con MAC para crear otra línea de labiales de edición limitada llamada "The PinkPrint" y "NickiNude" en compañía de otros labiales y brillos. Los labiales de edición limitada se agotaron en 7 horas de su lanzamiento y a 8 horas de su relanzamiento en Reino Unido, en México se agotaron a media hora de su lanzamiento. En Rusia, Italia, Tailandia y Japón se agotaron a las pocas horas de lanzamiento.

## MAC PRO
El programa MAC PRO únicamente está disponible para maquillistas profesionales. Una membresía de MAC PRO es un requisito para poder entrar a este programa. Para obtener esta membresía se debe mandar una aplicación que debe ser enviada por correo y posteriormente aprobada por un representante de MAC. Los maquillistas profesionales y estudiantes que se gradúan de escuelas que tienen convenios con MAC reciben descuentos en sus compras.

## Responsabilidades sociales
En 1994, MAC creó una fundación contra el SIDA llamada M·A·C AIDS Fund, creando una colección de labiales llamada Viva Glam, promocionada por famosos, a la que añade un nuevo producto cada cierto tiempo. Su fin es que el 100% de los beneficios obtenidos por MAC al vender los labiales pertenecientes a la colección Viva Glam, pase a su fundación contra el sida. Desde sus inicios ha recaudado más de $295.000.000 dólares americanos. Los países en los que hay MAC Cosmetics, submiten proyectos de su localidad para ayudar a varias asociaciones que tienen iniciativas que trabajan por esta causa. Algunos de los famosos que han promocionado Viva Glam son: RuPaul, Pamela Anderson, Christina Aguilera, Dita Von Teese, Shirley Manson del grupo Garbage, Linda Evangelista, Lisa Marie Presley (hija de Elvis Presley), Liza Minnelli, Missy Elliott, Elton John, Boy George, Lady Gaga, Catherine Deneuve, Diana Ross, Nicki Minaj, Ariana Grande, Lady Gaga, Ricky Martin o Rihanna, entre otros.
MAC también contribuye en otras iniciativas sociales como Cruelty Free Beauty (belleza libre de crueldad), negándose absolutamente a la experimentación con animales y garantizando que todos y cada uno de sus productos jamás han sido probados o creados mediante la experimentación con animales (aunque sí es cierto que MAC es una de las marcas pertenecientes a Estée Lauder Companies y ésta, por el contrario, sí prueba sus productos en animales), pero, recientemente, ha modificado sus políticas diciendo que no testa en animales ni compra productos a terceros que testen, excepto en los casos en que la ley lo requiera, ya que piensa comercializar en China, donde es requerido la prueba en animales de manera obligatoria, por lo cual PETA la ha sacado de sus listas de "cruelty free".
Back 2 M·A·C (de vuelta a M·A·C) es un programa en el que MAC regala un labial (cualquiera disponible a la venta, a elección del consumidor, excepto los pertenecientes a la colección Viva Glam) a cualquier persona que entregue 6 envases vacíos de productos MAC en cualquier tienda o punto de venta de MAC, reciclando así estos envases, fabricados con los materiales menos nocivos posible para la naturaleza y promoviendo el reciclado de ellos, lo que supone un alivio para el medio ambiente
Kids Helping Kids (los niños ayudando a los niños) es un programa en el que MAC comercializa una serie de postales navideñas de diseño exclusivo, creadas por niños, y cuyo total de beneficios es destinado a la ayuda de niños que padecen SIDA.

## Controversias
MAC ha sido centro de controversia desde sus inicios debido a su filantrópica filosofía inclusiva y a su descomposición de esquemas en el mundo del maquillaje, trayendo color y extravaganza al día a día de cada usuario, luego de la normativa del pasado, regida por rutinas sencillas y modestas.
MAC también generó de qué hablar por el lanzamiento de la colección MAC Rodarte en septiembre del 2010, en colaboración con la marca de moda Rodarte. La colección fue presentada en ciudad Juárez, en la que al menos 400 mujeres habían sido asesinadas. MAC finalmente retiró la línea antes de su distribución y en su lugar invirtió 100,000 dólares en una obra de caridad que recaudó más de 3 millones de dólares en 2 años.